# La Higa
La Higa (en euskera y oficialmente: Higa) es la montaña que culmina por el noreste la sierra de Alaiz, situada al sureste de Pamplona. En su cima a unos 1289 m de altura se encuentra una pequeña ermita que alberga a la patrona de la villa de Monreal, Santa Bárbara, un repetidor de televisión TDT de 1000 W de potencia (el principal de toda Navarra) perteneciente a Cellnex, otro de RNE de 50 kW, y hasta junio de 2011 otro de radio DAB. A sus pies se encuentra la villa de Monreal, punto de paso del Camino de Santiago, que en tiempos fue usada por los Reyes de Navarra, como residencia de caza.

## Toponimia
El nombre tradicional del monte ha sido siempre Higa, tal y como consta en la base de datos de la Toponimia Oficial de Navarra y lo recoge Euskaltzaindia: aparece como Hiiga o Iiga por primera vez en el siglo XI, y después Hiiga en 1087 e Yhiga en 1094. En 1604 aparece ya con la grafía actual, Higa, y no es hasta los siglos XIX y XX cuando se pueden observar residualmente las formas Iga de Monreal (1850) e Higa de Monreal (1928).
Su etimología sugiere una composición de las voces vascas ihi (junco) y ga (sufijo abundancial), indicando un lugar abundante en juncos. Es por tanto equivalente a construcciones romances del tipo Juncal, Junquera o Jonquera.
Fue precisamente a mediados del siglo XX cuando se empezó a incluir en el nombre el artículo femenino la, que hasta entonces no se había utilizado puesto que se trata de un nombre propio, como atestiguan testimonios de la Edad Moderna y principios de la Edad Contemporánea recogidos por José María Jimeno Jurio: «la cruz de Yga», «sierra de Yga», «ermita de Yga», etc. Esto coincide con la práctica desaparición del euskera autóctono de la zona. La forma oficiosa La Higa fue así ganando terreno hasta convertirse en la forma oficial desde el 15 de julio de 1994 pese a carecer de fundamento histórico.
Paralelamente a la introducción del artículo en castellano, en euskera comenzó a ganar popularidad el término Elomendi, acuñado por Arturo Campión. Este procede de la unión de Elo (nombre vasco de Monreal) y mendi (monte), basándose en estructuras similares con tradición en dicha lengua como Andimendi. Su popularidad se debe principalmente a la consideración errónea de muchos euskaldunes de que el topónimo Higa no es de origen vasco, influido por la reciente notoriedad del artículo castellano. Este término ha sido criticado de «neologismo carente de tradición escrita y oral» por Jimeno Jurioy refutado por otros expertos como Julio Caro Baroja. Mikel Belasko señala que «a quien dude de la vasqueidad de Higa habrá que recordarle que la parte trasera de la Higa se llama Higaguibela, un collado Higalepo y su parte baja Higaondoa».
Desde 2021 es oficial para el topónimo mayor (el monte) la forma Higa, sin artículo. Otros topónimos menores, sin embargo, conservan oficialmente el artículo, como son Alto de la Higa, Carretera de la Higa, Fayal de la Higa, Faldas de la Higa o un paraje situado en una ladera del monte llamado La Higa.

## Geografía
La Higa se sitúa en el extremo orienta de la sierra de Alaiz, constituyendo la mayor altura (1.289 m) frente a los 980 de la Peña de Unzué situada en el extremo occidental de la sierra. Con una forma sensiblemente piramidal destaca claramente del resto de la sierra, siendo visible y reconocible de la mayor parte de la cuenca de Pamplona. El POT 3 del Área Central de Navarra lo protege como un paisaje singular.
Una buena parte de la Higa queda incluida en el monte de utilidad pública n.º 167, aunque este monte incluye junto con terreno situado en la sierra de Alaiz los montes denominados Arizguibe y Azarracoa, situados al norte del término municipal y seperados de la sierra de Alaiz por el valle que utiliza la A-21 autovía de los Pirineos.

## Ermita de Santa Bárbara
Es la única en pie de las ocho que llegó a tener la localidad. Estaba ubicada en la cima del monte, pero las obras de radio y televisión en 1977 obligaron a trasladarla unos metros más abajo.
Tampoco Fernando Pérez Ollo, en su obra Ermitas de Navarra, que recopila y revisa las ermitas existentes y las desaparecidas en Navarra, en el capítulo de Monreal menciona en ocasión alguna referencia a tales denominaciones (ni Elomendi ni La Higa) en la línea a como apuntaba Jimeno Jurío posteriormente. Especialmente cuando menciona la ermita de «Santa Bárbara. En la cima de la Higa. Monreal subía a la Higa en la Cruz de mayo.» Sí indica, sin embargo, más adelante, que tal jornada, a la cual se sumaba la parroquia de Elorz, se llamaba Elizabesta.
En 1939 esta ermita recibió el tejado de la ermita de Santiago, cerca de Yárnoz, «saqueada por domingueros inclementes» adecentada, reedificada por la entonces Diputación Foral de Navarra en 1977 utilizando para ello, también, la portada de la ermita de San Babil. Según consta, el 25 de septiembre se bendijo la nueva ermita.